# Branžež
Branžež är en ort i Tjeckien.   Den ligger i regionen Mellersta Böhmen, i den centrala delen av landet, 60 km nordost om huvudstaden Prag. Branžež ligger 266 meter över havet och antalet invånare är 213.
Terrängen runt Branžež är huvudsakligen platt, men åt nordost är den kuperad.Runt Branžež är det ganska tätbefolkat, med 83 invånare per kvadratkilometer. Närmaste större samhälle är Mladá Boleslav, 15,3 km sydväst om Branžež. Trakten runt Branžež består till största delen av jordbruksmark.